# Prywatna firma wojskowa

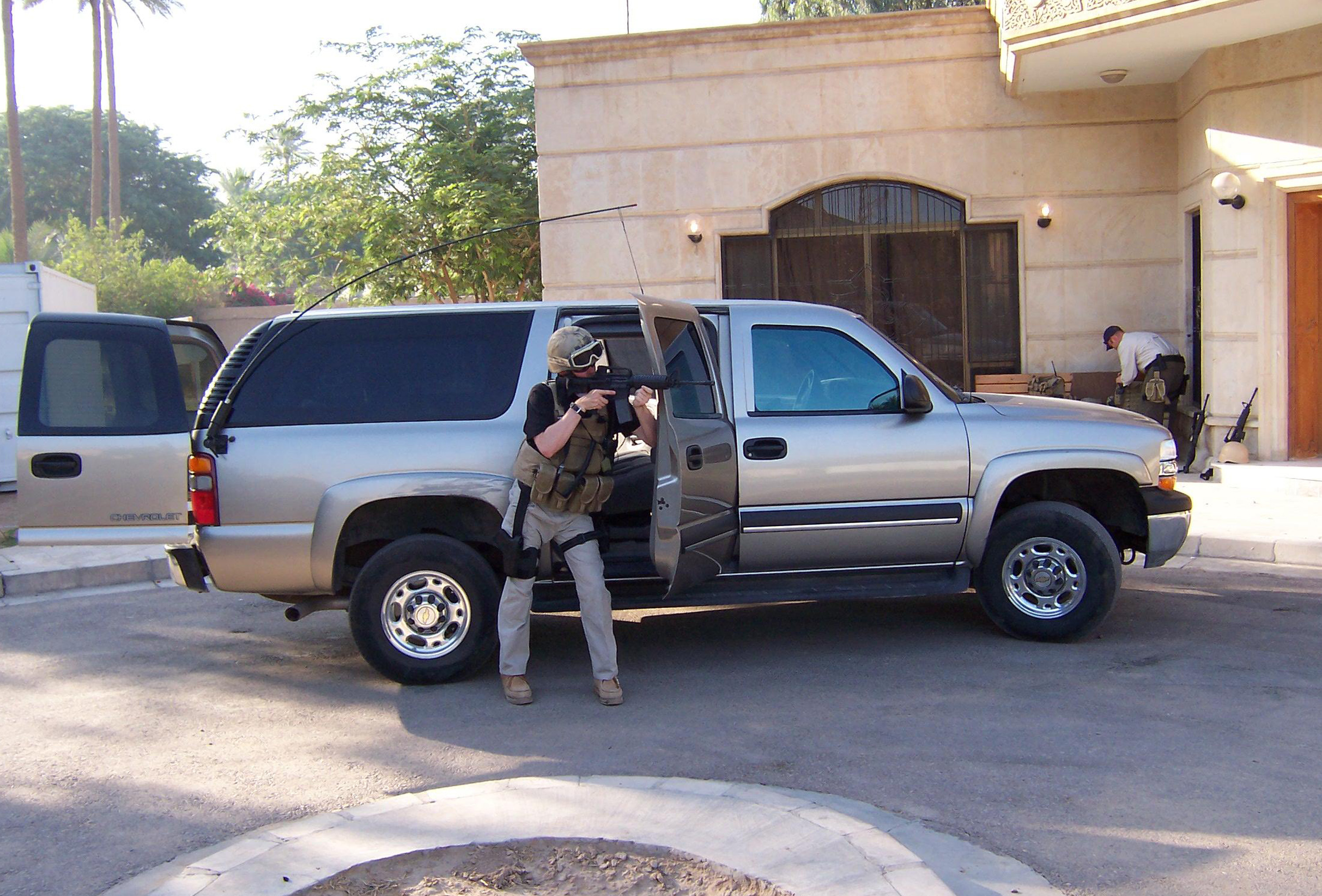
Pracownik PMC w Bagdadzie

Prywatna firma wojskowa (ang. private military company – PMC) – typ firmy zajmującej się świadczeniem specjalistycznych usług ochroniarskich i militarnych. Takie przedsiębiorstwa są nazywane także firmami najemnymi.

## Nazwa
Prywatne firmy wojskowe nazywane są w różny sposób. Niektóre angielskie nazwy to: Private Security Contractors (PSC), Private Military Corporations, Private Military Firms, Military Service Providers i Private Military Industry.
Nazwa – prywatne firmy wojskowe – jest dosyć myląca, ponieważ zakres usług PMC rzadko jest związany z użyciem siły i działaniami zbrojnymi. Jednak fakt, że te przedsiębiorstwa posiadają tak uzbrojonych pracowników jak regularne siły zbrojne, zatrudnianie byłych żołnierzy (często zaprawionych w boju) wykonują zadania, które jeszcze kilka lat temu należały wyłącznie do obowiązków sił zbrojnych państw, usprawiedliwia tę nazwę.

## Legalność
1 Protokół Dodatkowy z 1977 do Konwencji Genewskiej z 12 sierpnia 1949 r. definiuje najemników. W jego rozumieniu najemnik jest osobą spełniającą następujące kryteria:

- rekrutowaną w kraju lub za granicą w celu udziału w konflikcie zbrojnym;
- która bierze udział w działaniach zbrojnych;
- której działanie jest motywowane prywatnymi korzyściami i gratyfikacją materialną wyższą od otrzymywanej przez regularne wojsko strony, po której walczy;
- która nie jest obywatelem ani mieszkańcem państwa strony konfliktu;
- która nie jest członkiem sił zbrojnych państwa strony konfliktu;
- która nie została przysłana przez państwo trzecie, które nie jest stroną konfliktu, z oficjalnym zadaniem jako członek jego sił zbrojnych.

Definicja ta odnosi się przede wszystkim do wojsk walczących w okresie dekolonizacji w latach 60. i 70. dlatego trudno odnieść ją do dzisiejszych firm wojskowych. W większości państw świata praca dla takich służb (biorąc pod uwagę militarny charakter) jest uważana za niezgodną z prawem, a nawet za zdradę stanu.

## Zakres działalności
Asortyment usług oferowanych przez te firmy jest bardzo zróżnicowany. Począwszy od pomocy humanitarnej, transportu, aż do specjalistycznych działań np. rozminowywania, świadczenia usług lotniczych itp. Wiele z tych firm posiada dobrze rozbudowane zaplecze wywiadowcze, logistyczne, sprzętowe, analityczne. Większość z tych przedsiębiorstw świadczy także usługi z poziomu inżynierii wojskowej.
W firmach zatrudnieni są przede wszystkim byli członkowie elitarnych formacji wojskowych typu Delta Force, GROM itp. ze względu na ich doświadczenie.
Przykładem działania jednej ze znanych firm – Academi, był transport helikopterem polskiego ambasadora Edwarda Pietrzyka po ataku terrorystów w Iraku.